# Müßiggang

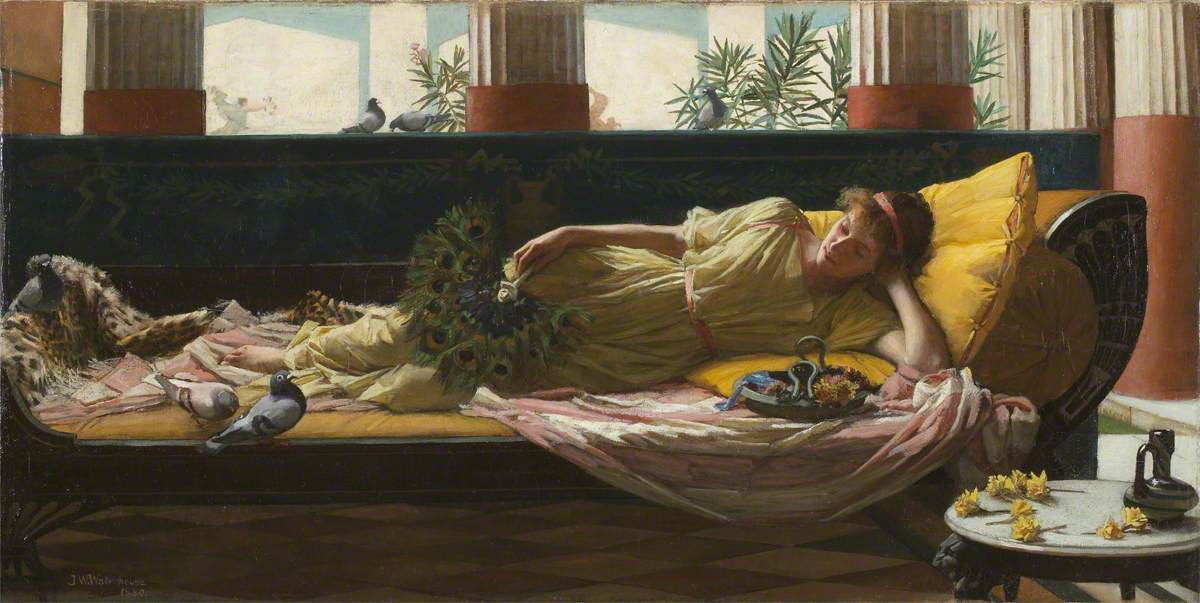
Dolce far niente, Gemälde von John William Waterhouse

Müßiggang (von mittelhochdeutsch müezec gân, müßig gehen, untätig sein, nichts tun, träge sein; von althochdeutsch muozîg, Muße habend) bezeichnet das Aufsuchen der Muße, das entspannte und von Pflichten freie Ausleben, nicht die Erholung von besonderen Stresssituationen oder körperlichen Belastungen. Er geht z. B. mit geistigen Genüssen oder leichten vergnüglichen Tätigkeiten einher, kann jedoch auch das reine Nichtstun bedeuten.

## Laster und Literatur
In der Umgangssprache besitzt der Müßiggang – im Gegensatz zur Muße – eine negative Konnotation als Laster und wird in der Regel mit Faulheit in Verbindung gebracht. Faulheit oder Trägheit (Acedia) zählt in der christlichen Theologie zu den sieben Hauptlastern, den „Wurzeln“ von lässlichen Sünden oder Todsünden. Ausdruck dieser Einschätzung ist das Sprichwort „Müßiggang ist aller Laster Anfang“, der auf dem Gedanken „Müßiggang ist der Feind der Seele“ beruht. 
Einen literarischen Kontrapunkt zum Sprichwort setzte 1935 Bertrand Russell mit seinem Essay Lob des Müßiggangs (Originaltitel: In Praise of Idleness).
Friedrich Nietzsche, der sich als Philosoph über der Kunst, Wissenschaft und Arbeit der willenlosen Masse stehend sah, schrieb ironisierend:

„Die Arbeit bekommt immer mehr alles gute Gewissen auf ihre Seite: Der Hang zur Freude nennt sich bereits „Bedürfniss der Erholung“ und fängt an, sich vor sich selber zu schämen. ‚Man ist es seiner Gesundheit schuldig‘ — so redet man, wenn man auf einer Landpartie ertappt wird. Ja, es könnte bald so weit kommen, dass man einem Hange zur vita contemplativa (das heisst zum Spazierengehen mit Gedanken und Freunden) nicht ohne Selbstverachtung und schlechtes Gewissen nachgäbe.“

Müßiggang oder auch Freizeit war lange Zeit ein Privileg des Adels, der oberen Schichten und des Klerus. So spricht Henri de Saint-Simon unter anderem von einem Gegensatz zwischen einer „Klasse der Müßiggänger“ (Adel, Klerus) und den Industriels, der „industriellen Klasse“ (die ganze arbeitende Nation, angeführt von Industriellen, Bankiers, Ingenieuren und Wissenschaftlern). Müßiggang war allerdings oft mit der Beschäftigung mit freien Künsten und der Bildung verknüpft und galt als unverzichtbare Grundlage für Kunst und Kultur. Kierkegaard drückte es so aus:

„Müßiggang als solcher ist  keineswegs eine Wurzel des Übels, im Gegenteil, er ist ein wahrhaft göttliches Leben, wenn man sich nur nicht langweilt.“

## Englischsprachiger Raum
Im englischsprachigen Raum gibt es seit 1993 das Magazin "The Idler" (der Müßiggänger); nicht zu verwechseln mit mindestens drei anderen, älteren Magazinen mit gleichem Titel.